# Jizi
Jizi o Qizi, noto anche come Gija o Kija (in cinese: 箕子T, 箕子S; in coreano: 기자?; fl. II secolo a.C.) è stato uno studioso cinese semi-leggendario, descritto come appartenente alla famiglia di Di Xin, metà re della dinastia Dinastia Shang. Secondo il Libro degli Han, ha introdotto diverse tecnologie in Corea nel campo dell'agricoltura, promuovendone così lo sviluppo durante il periodo Gojoseon.

## Joseon di Kija
Kija sarebbe stato lo zio di Di Xin, l'ultimo re della dinastia cinese Shang. Sotto il suo successore, il re Wu della dinastia Zhou, partì per Joseon con 5.000 uomini e prese il capo di questo regno. Ha portato con sé la coltivazione del riso, i bachi da seta e altri aspetti della civiltà cinese, in particolare gli otto divieti. Ha fondato un regno che durò fino al 193 a.C.. Questa storia è conosciuta principalmente attraverso il "Libro degli Han" (111 a.C.). Esiste un elenco di re che si sono succeduti tra il 1126 a.C. e il 193 a.C. ma la sua autenticità non è riconosciuta e solo gli ultimi due sono attestati da fonti contemporanee, in particolare il Wei lüe. Questi sono Kings Pu e Chun.
Nella storiografia tradizionale coreana, le menzioni più antiche di Kija si trovano nel Samguk sagi (1145), poi nel Samguk Yusa (1281) e nel Chewang Ungi (1287). Le descrizioni più complete sono comunque fornite dal Kijaji di Yun Tusu e dal Kija Silgi di Yi I, entrambi pubblicati nel 1580. Simbolo dell'influenza cinese sulla civiltà coreana, il suo culto si sviluppò in questo periodo parallelamente allo sviluppo della Il neoconfucianesimo e un mausoleo furono costruiti in suo onore a Pyongyang sul presunto sito della sua tomba. Dal ventesimo secolo, gli storici furono molto più critici nei suoi confronti e la visita di Kija in Corea è ora considerata una leggenda.
Il mito dell'arrivo di Kija in questa regione sarebbe un'invenzione della dinastia Han per giustificare il suo intervento armato nello stesso territorio.

## Il mito di Kija della Corea del Nord
Dopo la liberazione della Corea dai giapponesi, il regime comunista del nord ha annunciato che la storia di Re Kija era un'invenzione dei giapponesi, hanno quindi aperto la sua tomba, che è stata dichiarata vuota e poi ha proceduto a distruggerla.